# Nouvelle église de Hattula
L'église d'Hattula (en finnois : Hattulan uusi kirkko) est située à Hattula en Finlande,.

## Description
L'église, conçue par l'architecte Ernst Bernhard Lohrmann est inaugurée en 1857, elle peut accueillir 1 200 personnes.
En 1877, l'orgue à quinze jeux est fourni par Jens Zachariassen.
En 1927, la fabrique d'orgues de Kangasala la fait passer à 21+1 jeux et plus tard à 27 jeux.
Les trois cloches sont des années 1734, 1738 et 1782.
Le retable est un triptyque peint en 1864 par Robert Wilhelm Ekman représentant Jésus à Gethsémani, Jésus sur la Croix et l’Élévation.

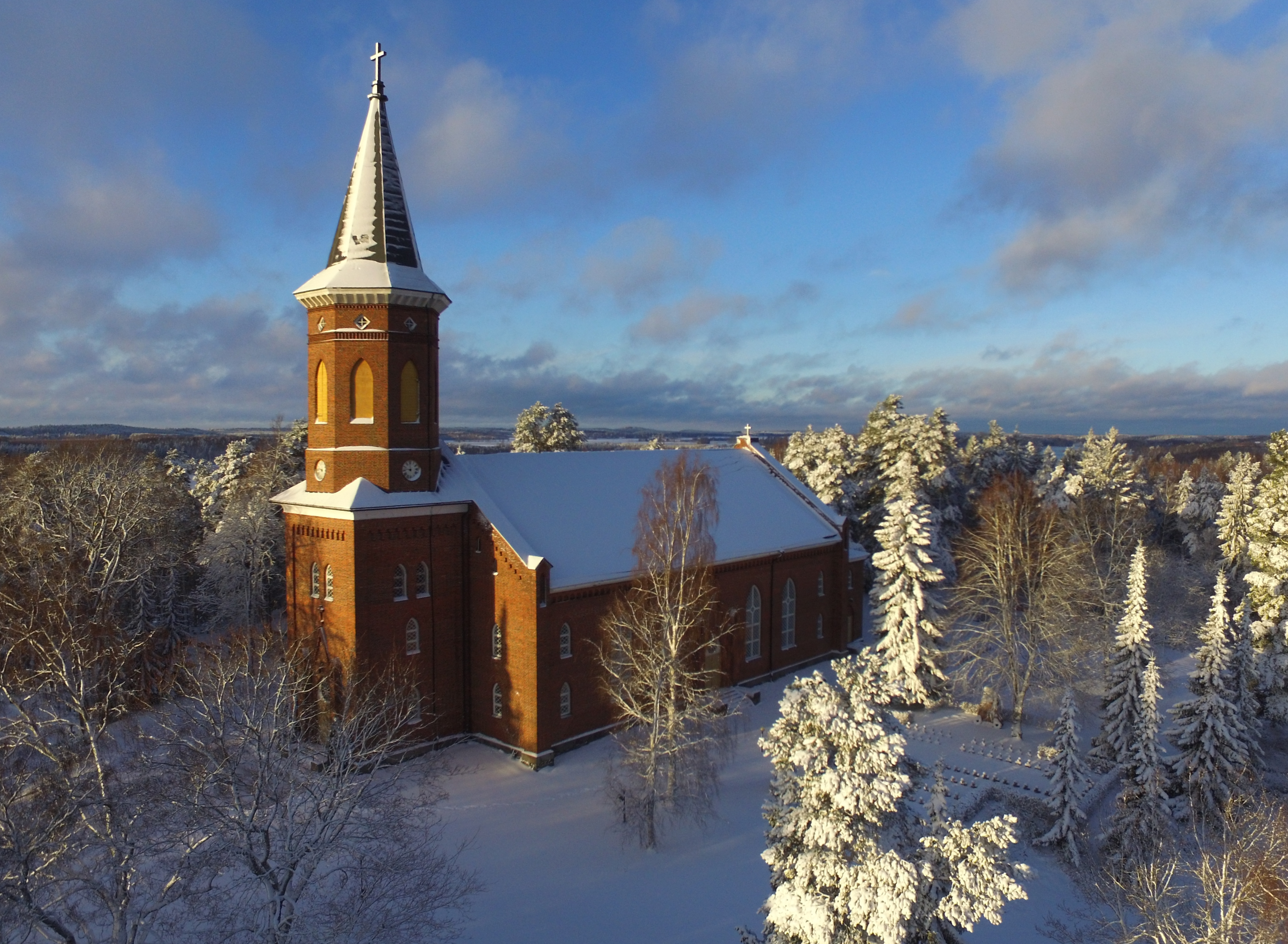